# Pyrausta mustelalis
Pyrausta mustelalis là một loài bướm đêm trong họ Crambidae.